# Histoire de Marie et Julien
Histoire de Marie et Julien is een Franse dramafilm uit 2003 onder regie van Jacques Rivette.

## Verhaal
Julien heeft besloten om de rijke mevrouw X af te persen. Dat is eenvoudig, want hij weet dat ze antiek smokkelt. Hij weet dan weer niet dat er een verband bestaat tussen mevrouw X en Marie, de vrouw waar hij verliefd op is.

## Rolverdeling
- Emmanuelle Béart: Marie
- Jerzy Radziwiłowicz: Julien Müller
- Anne Brochet: Mevrouw X
- Bettina Kee: Adrienne
- Olivier Cruveiller: Uitgever
- Mathias Jung: Conciërge
- Nicole Garcia: Vriendin